# L7 (гармата)

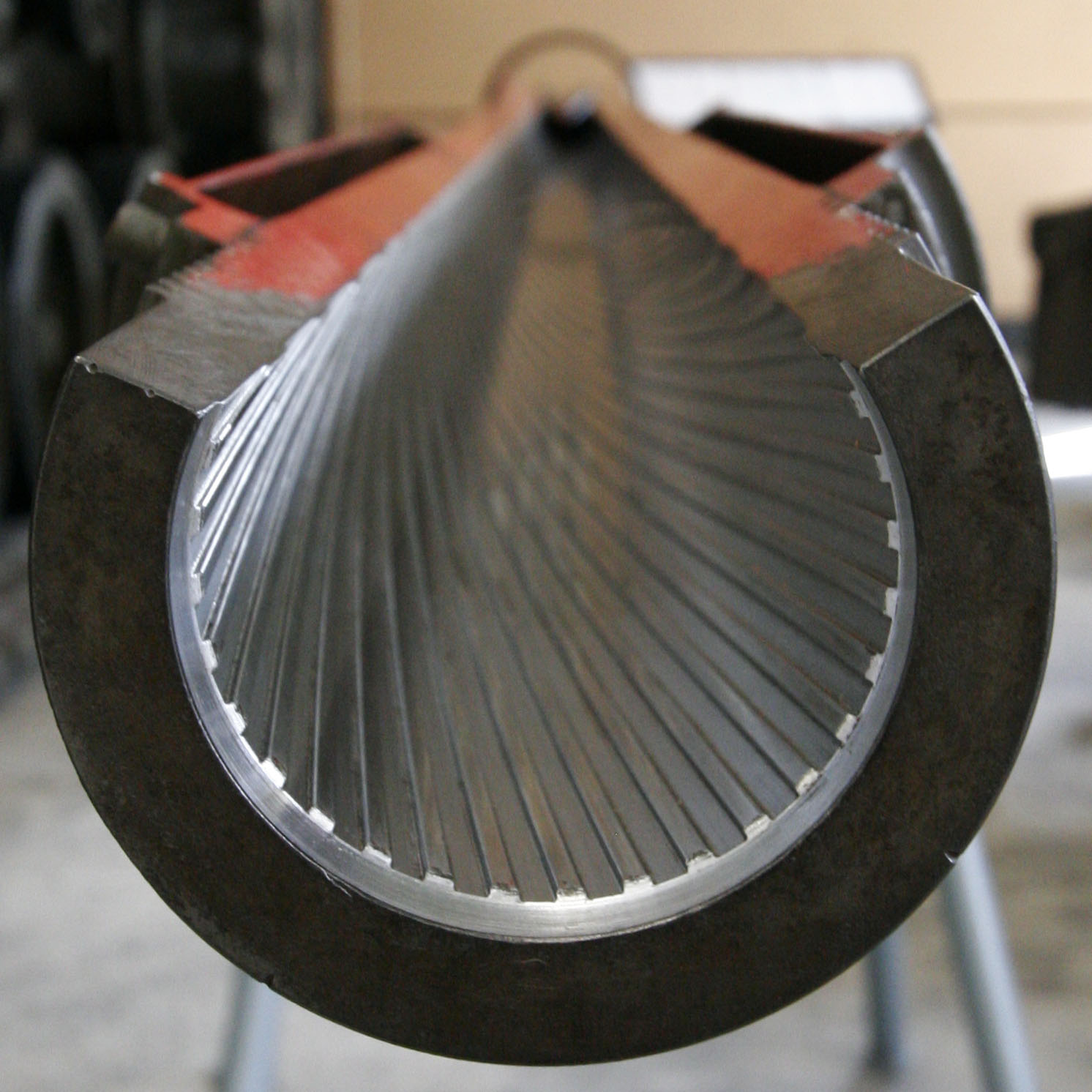
105-мм гармата L7 в розрізі

L7 (повна офіційна назва: Gun, 105 mm, Tank, L7) — британська 105-мм нарізна танкова гармата виробництва компанії Royal Ordnance. Призначена для установки в башті танків та інших броньованих машин, як основне озброєння боротьби з танками, САУ й іншими броньованими засобами супротивника.
Гармата призначалася для заміни застарілої 84-мм танкової гармати QF 20 pounder, яка була основним озброєнням танку «Центуріон» (А41). L7 стала однією з найуспішніших гармат виробництва британської компанії Royal Ordnance післявоєнного часу й була базовою моделлю на значній кількості бронетехніки армій Великої Британії, США, ФРН, Італії, Швейцарії, Швеції, Бразилії, Ізраїлю, Єгипту, Індії тощо.
L7 виявилася настільки успішною гарматою, що навіть після прийняття на озброєння британської армії новітньої і більш потужної 120-мм L11A5, її продовжують використовувати на деяких зразках бронетанкової техніки. Так, на американській САУ M1128 MGS сімейства бойових машин «Страйкер» встановлена ліцензійна модифікація L7 — M68.

## Варіанти
- L7A1 — стандартна британська версія танкової гармати
- L7A3 — модифікована версія для німецького основного бойового танку Leopard 1
- L74 — ліцензійна модель шведської компанії Bofors, що встановлювалася на танку Stridsvagn 103
- M68 — американська версія для танка M60 Patton; також встановлювалася на перших варіантах основного бойового танка M1 Abrams, поки не була замінена на гармату M256 на модифікації M1A1. Встановлювалася також на ізраїльському танку Merkava III. M68T виробництва турецької компанії MKEK за ліцензією для танка M48 «Паттон».
- M68A1E4 — варіант для американської САУ M1128 (MGS) сімейства бойових машин «Страйкер»
- KM68A1 — танкова гармата корейського виробництва, що використовувалася на танках M48A5K та K1
- Type 79/81/83 — китайська копія гармати, що поставлялася австрійськими зброярами.
- FM K.4 Modelo 1L — аргентинська ліцензійна модель танкової гармати, яка була основним озброєнням середнього танку TAM.

## Бронетехніка, що використовувала модифікаціїRoyal Ordnance L7
| - «Центуріон» - «Оліфант» - EE-T1 Osório - Leopard 1 - M1 Abrams - M47 Patton - M48 - M60 Patton - M1128 Stryker - K1 - Меркава Mk 1 та Mk 2 - OF-40 - CM-11 "Brave Tiger" | - Pz-61 - Pz-68 - Stingray - Stridsvagn 103 - Т-54 - Т-55 - TAM - Тип 74 - Тип 88 - «Вікерс» - Віджаянта - Ramses II |

## Бойове застосування

### Російсько-українська війна
Українські військові отримали танки Т-55S від уряду Словенії в жовтні 2022 року. Особливістю цього варіанта модернізації — заміна танкової гармати на гармату L7.